# Liste der Biografien/Kolu
Liste der Biografien |
Portal Biografien |
Personensuche
# |
A |
B |
C |
D |
E |
F |
G |
H |
I |
J |
K |
L |
M |
N |
O |
P |
Q |
R |
S |
T |
U |
V |
W |
X |
Y |
Z |
?
 
Ka |
Kb |
Kc |
Kd |
Ke |
Kf |
Kg |
Kh |
Ki |
Kj |
Kl |
Km |
Kn |
Ko |
Kp |
Kr |
Ks |
Kt |
Ku |
Kv |
Kw |
Ky |
Kx |
Kz
 
Koa |
Kob |
Koc |
Kod |
Koe |
Kof |
Kog |
Koh |
Koi |
Koj |
Kok |
Kol |
Kom |
Kon |
Koo |
Kop |
Kor |
Kos |
Kot |
Kou |
Kov |
Kow |
Kox |
Koy |
Koz
 
Kola |
Kolb |
Kolc |
Kold |
Kole |
Kolf |
Kolg |
Kolh |
Koli |
Kolj |
Kolk |
Koll |
Kolm |
Koln |
Kolo |
Kolp |
Kolr |
Kols |
Kolt |
Kolu |
Kolv |
Kolw |
Koly |
Kolz
Die Liste der Biografien führt alle Personen auf, die in der deutschsprachigen Wikipedia einen Artikel haben. Dieses ist eine Teilliste mit 12 Einträgen von Personen, deren Namen mit den Buchstaben „Kolu“ beginnt.

## Kolu

### Kolum
- Kolumba von Sens, Jungfrau, Märtyrin und Heilige der katholischen Kirche
- Kolumbet, Leonid (1937–1983), ukrainischer Radrennfahrer
- Kolumbet, Mykola (1933–2012), ukrainischer Radsportler
- Kolumbus, Bartolomeo († 1515), spanischer Kosmograph und Seefahrer
- Kolumbus, Christoph († 1506), SeefahrerChristoph Kolumbus († 1506)

Christoph Kolumbus († 1506)

- Kolumbus, Diego († 1515), spanischer Seefahrer, ein jüngerer Bruder von Christoph Kolumbus
- Kolumbus, Diego († 1526), spanischer Seefahrer
- Kolumbus, Fernando (1488–1539), spanischer Seefahrer, Kosmograph, Humanist und Bibliothekar
- Kolumbus-Maler, griechischer Vasenmaler

### Kolup
- Kolup, Tile († 1285), deutscher Hochstapler
- Kolupaylo, Fedor (* 1996), deutsch-russischer Eishockeyspieler

### Kolus
- Kolusz, Marcin (* 1985), polnischer Eishockeyspieler